# 22577 Alfiuccio
22577 Alfiuccio (tên chỉ định: 1998 HT51) là một tiểu hành tinh vành đai chính. Nó được khám phá thông qua Chương trình nghiên cứu đối tượng gần Trái Đất của đài thiên văn Lowell ở Anderson Mesa Station ở Coconino County, Arizona, ngày 30 tháng 4 năm 1998. Nó được đặt theo tên Alfio "Alfiuccio" Grasso, an Italian boy who died in a 2004 hunting accident ngày Mount Etna.